# (9704) Georgebeekman
(9704) Georgebeekman (5469 T-2) – planetoida z pasa głównego asteroid okrążająca Słońce w ciągu 3,55 lat w średniej odległości 2,33 j.a. Odkryta 30 września 1973 roku.